# Gerberga (Frankreich)

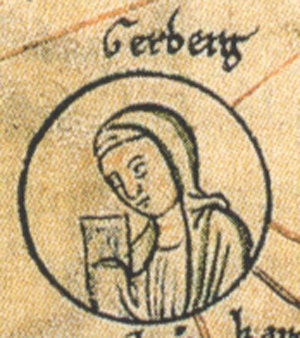
Gerberga von Sachsen

Gerberga, mitunter auch Gerberga von Sachsen, (* 913 in Nordhausen; † 5. Mai 969) war Herzogin von Lothringen und westfränkische Königin. Die älteste Tochter des deutschen Königs Heinrich I. und seiner zweiten Gemahlin Mathilde und damit Schwester Kaiser Ottos I. entwickelte sich dabei aus der Rolle der Ehefrau in einer politischen Zweckehe heraus zu einer selbständig Politik betreibenden Frau, die schließlich in Vertretung ihres minderjährigen Sohnes Lothar Frankreich regierte.

## Leben
Gerberga wurde 913 auf der Burg Nordhausen geboren, die 910 von Heinrich I. errichtet wurde. Heinrich war bei ihrer Geburt noch Herzog der Sachsen, ihre Mutter Mathilde war seine zweite Ehefrau. Gerberga, die einen der Leitnamen des liudolfingischen Geschlechts erhielt, war das zweite Kind nach Otto und die älteste Tochter. Ihr folgten die jüngeren Geschwister Hadwig, Heinrich und Brun. Über Gerbergas Jugend ist nichts bekannt. Aufgrund dessen, dass Gerberga als hochgebildet beschrieben wurde, ist eine Erziehung in einem Frauenstift, wie sie für hochadelige Töchter üblich war, wahrscheinlich.

### Die Ehe mit Giselbert von Lothringen
Heinrich I. verheiratete Gerberga 928 mit dem Herzog Giselbert von Lothringen. Bei dieser Ehe handelte es sich um eine für die damalige Zeit übliche Zweckehe. Heinrich wertete Giselberts Ansehen dadurch auf, dass er ihm seine Tochter zur Frau gab und band gleichzeitig Lothringens mächtigsten Adeligen an das ostfränkische Reich. Lothringen, an der Westgrenze des Ostfrankenreiches gelegen, war durch die Teilung von Prüm aus dem Lotharii Regnum hervorgegangen, das selbst erst 843 zusammen mit Ost- und Westfrankenreich durch die Teilung des Karolingischen Reiches unter den Söhnen Ludwigs des Frommen entstanden war. Seitdem war es Zankapfel zwischen den beiden Frankenreichen. Nach einer zeitweiligen Teilung war das Gebiet 880 aufgrund des Vertrags von Ribemont vollständig an das Ostfrankenreich gefallen. 911 hatte Giselberts Vater allerdings nach dem Tod des letzten ostfränkischen Karolingers dem neugewählten Konrad I. die Gefolgschaft verweigert und sich dem Westfrankenreich angeschlossen. Giselbert, Herzog ab 928, war jedoch auch mit den Westfrankenherrschern in Konflikt geraten, möglicherweise um sein Land aus der Abhängigkeit zu lösen, und hatte schließlich nach einigen politischen Schachzügen und Feldzügen 925 Heinrich I. die Treue geschworen. Gerbergas Verheiratung mit Giselbert war Teil der Anstrengungen Heinrichs, das neu geschaffene Herzogtum an sein Reich zu binden.
Ob Gerberga politischen Einfluss auf Giselbert hatte, ist fraglich. Eine Quelle des 11. Jahrhunderts, die Translatio s. Servatii des Iocundus, stellt Gerberga als treibende Kraft hinter Giselberts Entscheidung dar, den Aufstand ihres jüngeren Bruders Heinrich gegen ihren älteren Bruder Otto I. zu unterstützen, in dessen Verlauf Giselbert 939 im Rhein ertrank. Winfrid Glocker hält diese Darstellung allerdings für nicht glaubhaft, da Giselbert sicher nicht eine Beeinflussung durch seine Ehefrau benötigte, um sein schon zuvor verfolgtes Ziel eines lothringischen Sonderkönigtums zu verfolgen. Allerdings belege diese Quelle, dass Gerberga nicht die ihr von Heinrich I. zugedachte Rolle, Giselbert an die Ottonen zu binden, erfüllte, sondern sich als Giselberts Ehefrau für dessen Ziele eingesetzt habe.

### Die Ehe mit Ludwig IV. von Frankreich
Durch Giselberts Tod war Gerberga im Alter von etwa 26 Jahren Witwe und fiel damit unter die Munt des Familienoberhaupts ihrer Sippe, also die ihres älteren Bruders Otto I. Dieser plante, Gerberga oder deren Tochter mit dem Herzog von Bayern zu verheiraten. Hierzu kam es jedoch nicht, da Gerberga begann, eigene politische Entscheidungen zu treffen. Zunächst verweigerte sie ihrem Bruder Heinrich, dessen Aufstand mit Giselberts Tod zusammenbrach, ihren Schutz und distanzierte sich so von Giselberts Politik, um dann eine neue Ehe einzugehen.
Gerberga heiratete Ludwig IV. den Überseeischen, den König des Westfrankenreiches, der, wie der Chronist Richer von Reims berichtet, von Mitleid mit der schönen Witwe erfüllt war. Tatsächlich waren Ludwigs Ziele politischer Natur. Ludwig erhob mit der Heirat den Anspruch auf Lothringen, zugleich holte er ein Statusdefizit gegenüber seinem innenpolitischen Widersacher Hugo von Franzien auf, der Gerbergas Schwester Hadwig geheiratet hatte. Der Name Lothar des 941 geborenen Sohnes Ludwigs und Gerbergas besagte programmatisch, dass der Anspruch des Westfrankenreiches auf Lothringen weiter bestand. Ludwigs Ambitionen auf Lothringen scheiterten allerdings an Ottos militärischer Überlegenheit. 942 verzichtete Ludwig für das Westfrankenreich auf Lothringen. Dieser Verzicht wird teilweise auf die Vermittlung Gerbergas zurückgeführt, die dabei im Sinne der ottonischen Machtpolitik gehandelt habe. Falls Gerberga ihren Ehemann Ludwig allerdings beeinflusste, dann eher in dessen eigenem Interesse: Ludwig IV. hatte innenpolitisch Schwierigkeiten, überhaupt gegen Hugo von Franzien eine Machtbasis zu erhalten, seine Gegner Hugo und Otto hatten sich zudem verbündet. Durch den Friedensschluss löste Ludwig Otto aus diesem Bündnis, so dass er sich auf seinen innenpolitischen Gegner und Schwager Hugo konzentrieren konnte.
945 geriet Ludwig bei Rouen in die Gefangenschaft von Normannen, die ihn später an Hugo auslieferten. Für die Freilassung forderte Hugo den Thronfolger Lothar als Geisel und politische Zugeständnisse, insbesondere die Herausgabe der sehr wichtigen Stadt Laon. Durch die Gefangenschaft ihres Mannes war Gerberga in Vertretung Lothars Regentin, und es gelang ihr, Ludwig frei zu bekommen, ohne Hugos Forderungen komplett zu erfüllen: Statt Lothar stellte sie dessen jüngeren Bruder Karl als Geisel. Allerdings musste sie Laon einem Vasallen Hugos übergeben. Anschließend überzeugte Gerberga Ludwig zu einer völligen politischen Kehrtwendung: Sie bat ihren Bruder Otto um Unterstützung für das weitgehend entmachtete westfränkische Königtum. Die Bündnissituation kehrte sich um, zwischen Ludwig und Otto entwickelte sich ein enges Bündnis, das über Jahre anhielt. Zwischen 946 und 950 trafen sich die beiden Könige fünfmal, zu Ostern 949 war Gerberga Gast ihres Bruders in Aachen, wo dieser sein Hilfeversprechen erneuerte. Der Druck, den das von Gerberga vermittelte Bündnis auf Hugo von Franzien ausübte, ermöglichte Gerberga 953 schließlich, einen Friedensschluss zwischen ihrem Mann Ludwig und ihrem Schwager Hugo zu vermitteln.

### Die Witwenzeit

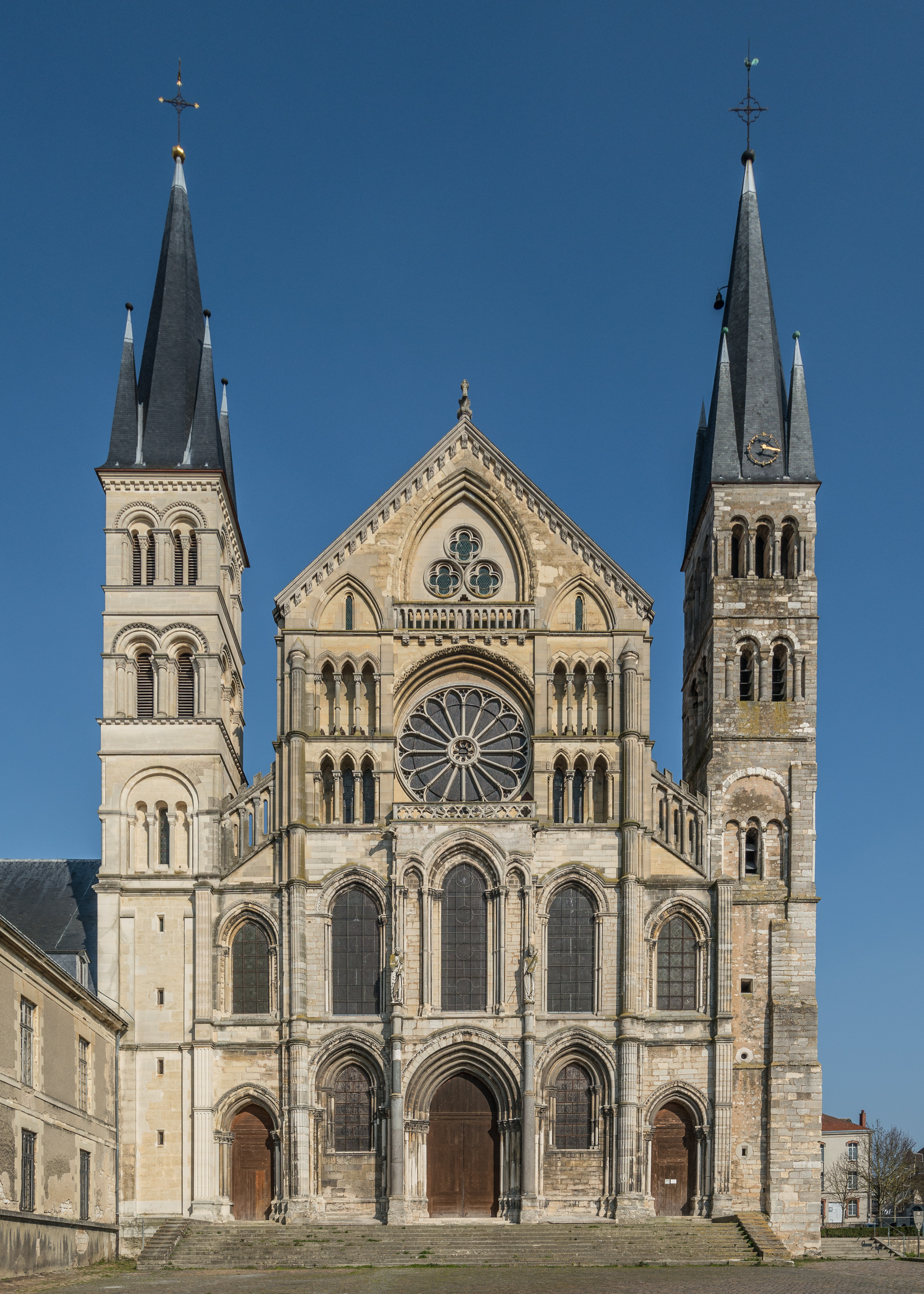
In der Abtei Saint Rémi in Reims wurde Gerberga begraben.

954 fiel Ludwig IV. vom Pferd und starb an den Folgen der Verletzung. Gerberga war zum zweiten Mal Witwe und Regentin des Westfrankenreiches, da ihr Sohn Lothar mit 13 Jahren noch nicht regierungsfähig war. Zudem musste Lothar durch den Adel zum König gewählt werden. Gerberga gelang es, dieses zu erreichen, indem sie Hugo von Franzien, den größten Rivalen ihres Mannes, aber auch ihren Schwager um Unterstützung bat. Gerbergas Entscheidung, nicht ihren Bruder Otto, sondern Hugo um Hilfe zu bitten, war politisch weitblickend. Ein Einfluss Ottos bei der Wahl Lothars hätte das westfränkische Königtum völlig vom ostfränkischen abhängig gemacht. Mit der Bitte an Hugo machte sie zwar das Königtum ihres Sohnes von diesem abhängig und gestand ihre politisch schwache Position ein. Hugo, der in dieser Situation selbst nach dem Königtum hätte greifen können, unterstützte dennoch Gerbergas Sohn Lothar, der König von Frankreich wurde, während Hugo bis zu seinem Tod 956 der mächtigste Mann im Westfrankenreich blieb.
Hugos Tod brachte das Westfrankenreich in die Situation, dass Gerberga und ihre Schwester Hadwig an der Spitze der beiden mächtigsten Familien standen, jeweils in Vertretung für ihre Söhne. Gerberga arbeitete in dieser Phase eng mit ihrer liudolfingischen Verwandtschaft zusammen, die Macht im Westfrankenreich wurde von ihr, Hadwig und ihrem jüngeren Bruder Brun, der auf sich die Ämter des Erzbischofs von Köln und des Herzogs von Lothringen vereinte und Otto I. in vielen Angelegenheiten als Kanzler vertrat, ausgeübt. Durch die Anlehnung an ihre Familie sicherte Gerberga den status quo im Westfrankenreich, bis ihr Sohn Lothar selbst die Regierung führen konnte.
Auch wenn Gerberga ab 959 als Äbtissin von Notre-Dame in Soissons eine traditionelle Position für eine Witwe übernahm, blieb sie politisch aktiv, 961 kümmerte sie sich um die Nachfolge des Erzbischofs von Reims. 965 nahm sie an dem Kölner Hoftag ihres Bruders Otto I. teil, auf dem ihr Sohn Lothar ein Ehebündnis mit Ottos Stieftochter Emma einging.
Gerberga starb am 5. Mai, vermutlich im Jahr 969 und wurde in der Abtei Saint Rémi in Reims begraben.

## Nachkommen
Gerberga hatte aus ihren beiden Ehen insgesamt elf Kinder.
Aus der Ehe mit Giselbert von Lothringen stammen:
- Heinrich († vor 944)
- Hadwig (starb jung)
- Alberada, ⚭ mit Graf Rainald von Roucy
- Gerberga († nach 978), ⚭ mit Graf Albert I. von Vermandois

Aus der Ehe mit Ludwig IV. von Frankreich stammen:
- Lothar (Frankreich) (* 941, † 986), König von Frankreich 954, ⚭ 966 Emma von Italien, Tochter des Königs Lothar II. von Italien
- Mathilde (* Ende 943, † nach 26. November 981), ⚭ um 964 Konrad III. König von Burgund († 993) (Welfen)
- Karl (* Januar 945, † vor 953)
- eine Tochter (Name nicht überliefert) (* Anfang 948)
- Ludwig (* Dezember 948, † vor 10. September 954)
- Karl (* 953, † nach 991) Zwilling, Herzog von Niederlothringen (977–991)
- Heinrich (* Sommer 953, † bald nach der Taufe) Zwilling

## Rezeption
Gerberga war wie ihre Zeitgenossinnen Adelheid von Burgund und Theophanu eine hochgebildete Frau, die politische Verantwortung übernahm. Von der deutschen Geschichtsschreibung wird Gerberga überwiegend als Ottonin behandelt, die dabei im Interesse einer ottonischen Familienpolitik gewirkt habe. Die französischsprachige Geschichtsschreibung sieht Gerberga als die Person, die die Herrschaft der Karolinger im Westfrankenreich gefestigt und für einige Jahrzehnte erhalten hat, und sich dabei ihrer ostfränkischen Familie bedient hat.